# ليخاينا
ليكينا (Λεχαινά) هي مدينة في إليا في مقاطعة كينتريكي إلادا في اليونان.